# Legno lamellare

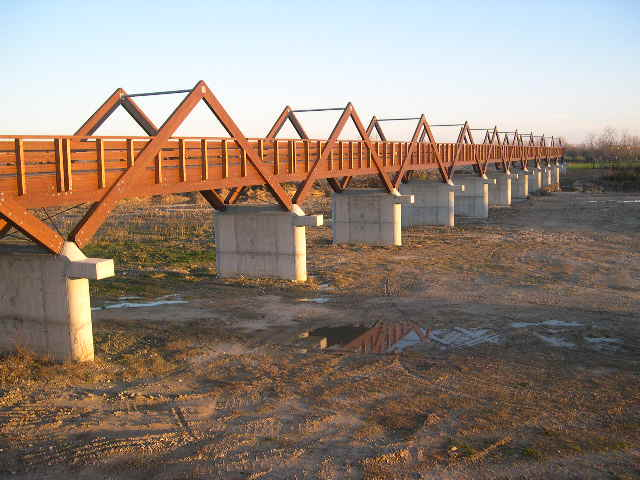
Ponte ciclopedonale in legno lamellare alla foce del fiume Tordino (in provincia di Teramo)

Il legno lamellare è un materiale strutturale molto solido e resistente prodotto incollando delle tavole di legno a loro volta già classificate per uso strutturale.   
Questo legno prima di essere incollato viene stabilizzato nel tenore igrometrico .   
È quindi un materiale composito, costituito essenzialmente di legno naturale, di cui mantiene i pregi (tra i principali ricordiamo l'elevato rapporto tra resistenza meccanica e peso ed il buon comportamento in caso di incendio), ma è anche un prodotto nuovo, realizzato su scala industriale, che attraverso un procedimento tecnologico di incollaggio a pressione riduce i difetti propri del legno massiccio.
Le fasi della produzione consistono nella riduzione del tronco in assicelle - dette per l'appunto lamelle - generalmente di larghezza non superiore ai 20 mm per prevenire eccessive deformazioni causate dal fenomeno del ritiro e nella loro ricomposizione tramite incollaggio a caldo e sotto pressione, le lamelle sono posizionate tra loro con venatura contrapposta così da garantire una maggior uniformità nella resistenza della trave.
È possibile produrre elementi di forma e dimensione volute, senza i limiti derivanti dalla dimensione dell'albero, ottimizzando in questo modo le prestazioni meccaniche della trave. Una normale trave in legno massello ha una sezione quadrata, circolare o rettangolare (ma con scarsa differenza tra H altezza e B base) mentre una trave lamellare generalmente ha sezioni rettangolari il cui rapporto tra B e H è molto sbilanciato verso quest'ultima. Il vantaggio di avere una sezione più alta che larga è esplicitato dalla formula J=b*h3/12 dove J è il momento di inerzia assiale, essendo l'altezza elevata alla terza potenza influisce di più su questo valore di resistenza. Inoltre il limite in lunghezza di una trave in legno lamellare è dato principalmente dalla possibilità di trasporto e messa in opera della stessa.
Pur essendo realizzate con un materiale combustibile, le strutture in legno lamellare possono avere una resistenza al fuoco pari o superiore a quella di strutture in acciaio o in calcestruzzo armato. Infatti, nel legno lamellare la combustione avviene lentamente grazie al buon isolamento termico realizzato dallo strato superficiale carbonizzato. Ad un aumento molto lento della temperatura corrisponde una variazione quasi trascurabile della resistenza meccanica delle fibre di legno della sezione non carbonizzata e la struttura cede o crolla solo quando la parte della sezione non                    ancora carbonizzata è talmente diminuita da non riuscire più ad assolvere alla sua funzione portante. La resistenza al fuoco di un elemento strutturale in legno lamellare dipende dalla velocità di carbonizzazione che è possibile calcolare sperimentalmente o analiticamente per diverse specie legnose. 
Per quanto riguarda i metodi di calcolo analitico è possibile far riferimento alle seguenti normative tecniche:
- UNI 9504 “Procedimento analitico per valutare la resistenza al fuoco degli elementi costruttivi di legno”
- UNI ENV 1995-1-2 “Eurocodice 5 - progettazione di strutture di legno - parte 1-2 progettazione strutturale contro l'incendio”

## Progettisti
La progettazione delle strutture in legno lamellare necessita di conoscenze tecniche e sensibilità specifica.
Tra i più importanti progettisti italiani che si sono occupati di strutture in legno lamellare ricordiamo Franco Laner, Attilio Marchetti Rossi,  Angelo Micheletti.
Un ruolo fondamentale per la diffusione dell'impiego del legno lamellare in Italia spetta alle imprese produttrici di questo materiale da costruzione, i cui uffici tecnici spesso progettano le strutture che producono.